# 安達曼仿刺鎧蝦
安達曼仿刺鎧蝦（學名：Munidopsis andamanica）是棲息在深海的一種鎧甲蝦，舊屬鎧甲蝦科，今屬仿刺鎧蝦科。

## 食性
安達曼仿刺鎧蝦只吃深海中的木材，包括樹木、葉子及椰子等，甚至是沉在深海的船舶。牠們的牙齒及食道都有吃木的適應性：牙齒有特別的鋸齒可以撕開木材；食道內有細菌及真菌消化木材碎片。

## 外部連結
- BBC News （页面存档备份，存于）